# Kamakura-Maru-Typ

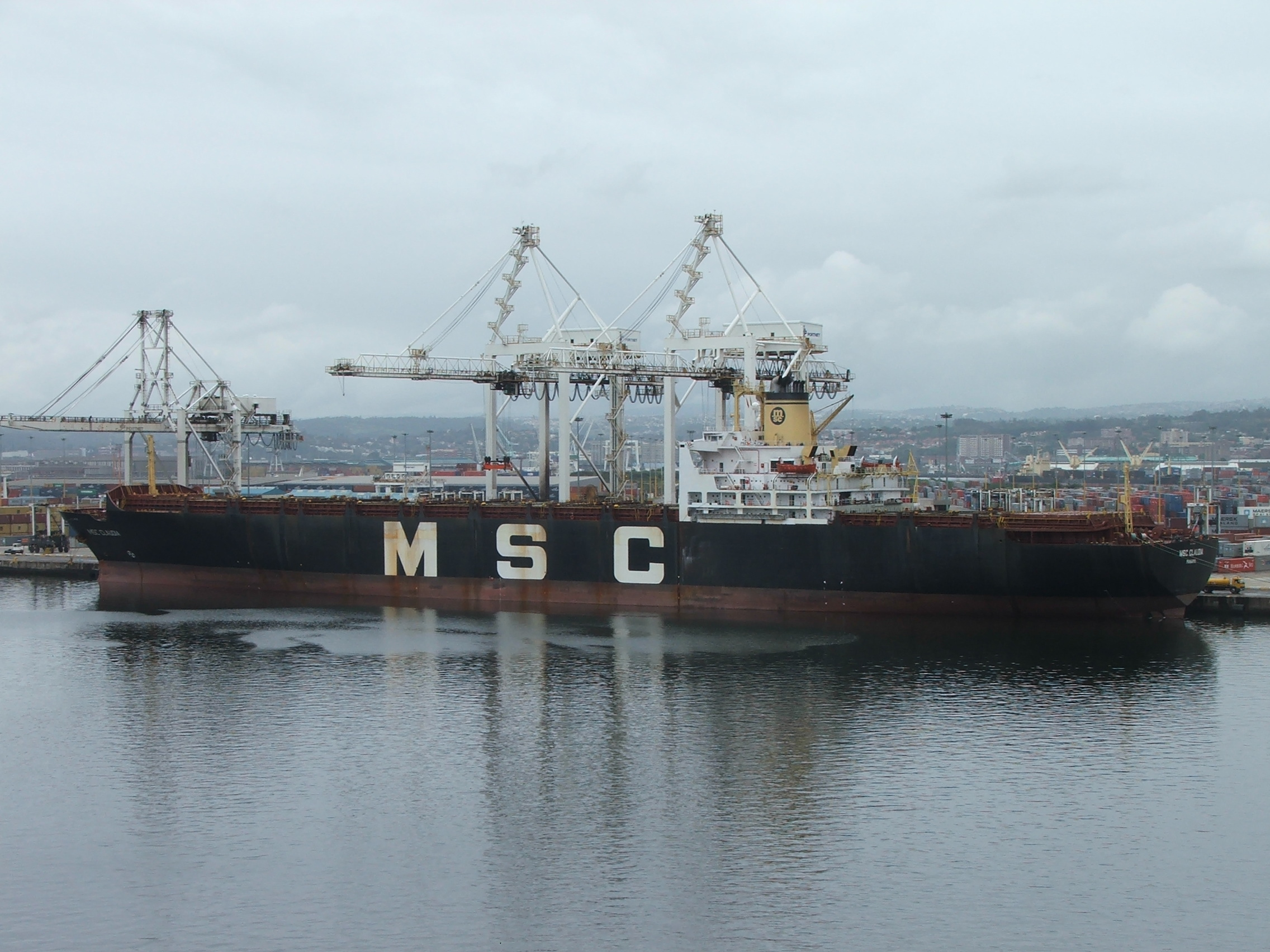
Die MSC Claudia zum Ende ihrer Karriere

Die vier Schiffe des Kamakura-Maru-Typs waren eine Baureihe von Turbinenschiffen der Reedereien Nippon Yusen Kaisha (NYK) und Mitsui O.S.K. Lines.  Die vier Einheiten stellten schiffbaulich ein Bindeglied zwischen der zweiten und dritten Generation von Containerschiffen dar und zählte seinerzeit zu den weltweit schnellsten Schiffen ihrer Art.

## Geschichte

### Einsatz bei NYK und Mitsui O.S.K.
Die in den Jahren 1970 bis 1972 in Japan gebaute Baureihe bestand aus drei Einheiten der Werft Mitsubishi Heavy Industries in Kobe sowie einer Einheit der Werft Nippon Kōkan in Tsurumi.
Die vier Schiffe waren der japanische Beitrag des Anfang der 1970er Jahre begonnenen Trio-Containerdienstes. Das TRIO-Konsortium bestand aus Hapag-Lloyd, Overseas Containers Limited (OCL – bestehend wiederum aus Ocean Transport & Trading Ltd, der Blue Funnel Line, P & O, der British & Commonwealth Shipping Company sowie Furness, Withy & Co.), Ben Line Containers (Ben Line Steamers und Ellerman Lines), Nippon Yusen Kaisha und Mitsui O.S.K. Lines. Mit dem TRIO-Dienst bauten diese Reedereien einen von Europa über den Sueskanal oder Kapstadt und den Panamakanal gehenden Containerliniendienst nach Kobe, Tokyo, Singapur und Hong Kong auf. Der Dienst galt als Schrittmacher und Marktführer der Region.
Das erste abgelieferte Schiff des Typs war die Kamakura Maru, welche am 31. März 1971 vom Stapel lief und am 31. Dezember desselben Jahres den TRIO-Containerliniendienst eröffnete.
Infolge der steigenden Brennstoffpreise nach der Ölkrise von 1973 baute man die Antriebsanlagen der Schiffe gegen Ende der 1970er Jahre auf jeweils zwei Dieselmotoren um, wobei sich das Äußere der Schiffe beim Ersatz der zwei vordem seitlich stehenden Schornsteine durch einen größeren mittleren Schornstein auffällig änderte. Die Kurama Maru wurde beim Umbau zusätzlich um rund 28 Meter verlängert, wodurch sich die Containerkapazität auf 2238 TEU vergrößerte.

### Weitere Karriere
Die drei NYK-Einheiten Kamakura Maru, Kitano Maru und Kurama Maru blieben bis 1988/89 im Dienst der ersten Reederei, die Rhine Maru sogar bis 1995. Nach teilweise mehreren Verkäufen und Umbenennungen kaufte  die Schweizer Reederei Mediterranean Shipping Company (MSC) drei der Schiffe ab Mitte der 1990er Jahre an. Nachdem die ehemalige Kurama Maru schon 1998 abgebrochen wurde, dienten bemerkenswerterweise  alle verbliebenen Schiffe in den letzten Jahren ihrer Karriere wieder gemeinsam für nur eine Reederei. In den Jahren 2003 bis 2008 wurden schließlich auch  die MSC-Schiffe verschrottet.

## Die Schiffe
| Containerschiffe des Typs Kamakura Maru | Containerschiffe des Typs Kamakura Maru | Containerschiffe des Typs Kamakura Maru | Containerschiffe des Typs Kamakura Maru | Containerschiffe des Typs Kamakura Maru | Containerschiffe des Typs Kamakura Maru |
| Bauname                                 | IMO Nummer                              | Werft/Baunummer                         | Stapellauf Indienststellung             | Reederei                                | Umbenennungen und Verbleib |
| --------------------------------------- | --------------------------------------- | --------------------------------------- | --------------------------------------- | --------------------------------------- | --- |
| Kamakura Maru                           | 7104673                                 | Mitsubishi Heavy Industries/1023        | 31. März 1971 Dezember 1971             | NYK                                     | Oceanus Osaka (1988) → MSC Claudia (1995) → ab 28. Dezember 2008 Abbruch in Alang                                                                    |
| Kitano Maru                             | 7125392                                 | Nippon Kokan/887                        | November 1971 1972                      | NYK                                     | Oceanus Tokyo (1988) → Neptune Aventurine (1993) → Oceanus Tokyo (1994) → ZIM Jamaica (1994) → MSC Pamela (1996) → ab 16. März 2003 Abbruch in Alang |
| Kurama Maru                             | 7120512                                 | Mitsubishi Heavy Industries/1024        | 31. März 1971 Dezember 1971             | NYK                                     | Kurama (1989) → Aramac (1996) → ab 29. Juli 1998 Abbruch in Chittagong                                                                               |
| Rhine Maru                              | 7111999                                 | Mitsubishi Heavy Industries/1025        | 1972                                    | Mitsui-OSK                              | Double Haven (1995) → Sea Dominance (1995) → MSC Sonia (1996) → Ansovy (1. Dezember 2007) → ab 27. Dezember 2007 Abbruch in Alang                    |